# (32739) 1978 VA5
1978 VA5 (asteroide 32739) é um asteroide da cintura principal. Possui uma excentricidade de 0.30187290 e uma inclinação de 2.91492º.
Este asteroide foi descoberto no dia 7 de novembro de 1978 por Eleanor F. Helin e Schelte J. Bus em Palomar.